# Solomys ponceleti
Solomys ponceleti is een knaagdier dat voorkomt op Bougainville en Choiseul in oostelijk Papoea-Nieuw-Guinea en de noordelijke Salomonseilanden. Er zijn fossielen bekend uit Buka. Er zijn twaalf exemplaren bekend. Omdat hij zowel op Bougainville als Choiseul zeldzaam is en nesten bouwt in bomen die op goede bodems groeien is hij zeer kwetsbaar voor verstoring van zijn leefgebied, zodat hij door de IUCN als "bedreigd" (EN) wordt geclassificeerd.
S. ponceleti is een zeer grote rat, met een kop-romplenge van ongeveer 330 mm, een staartlengte van 365 mm, een achtervoetlengte van 77 mm, een oorlengte van 26 mm en een gewicht van meer dan een kilo. Hij heeft een lange maar dunne donkerbruine vacht. De oren zijn wit. De roze huid is zichtbaar door de dunne vacht heen. S. ponceleti bouwt grote nesten in bomen, lijkend op die van adelaars.
Solomys ponceleti · Solomys salamonis · Solomys salebrosus · Solomys sapientis · Solomys spriggsarum